# Festival Internacional de Cinema de Viña del Mar
El Festival Internacional de Cinema de Viña del Mar (FICVIÑA) és un festival de cinema que se celebra anualment a Viña del Mar (Xile), amb una durada actual de 5 dies en què es projecten més de 300 obres cinematogràfiques que aspiren a obtenir premis en les diferents categories, que inclouen: Competència Internacional Llargmetratge, Documental, Curtmetratge Llatinoamericà, etc. Es duu a terme generalment a la fi d'octubre, en dates molt pròximes al Festival Internacional de Cinema de Valdivia.

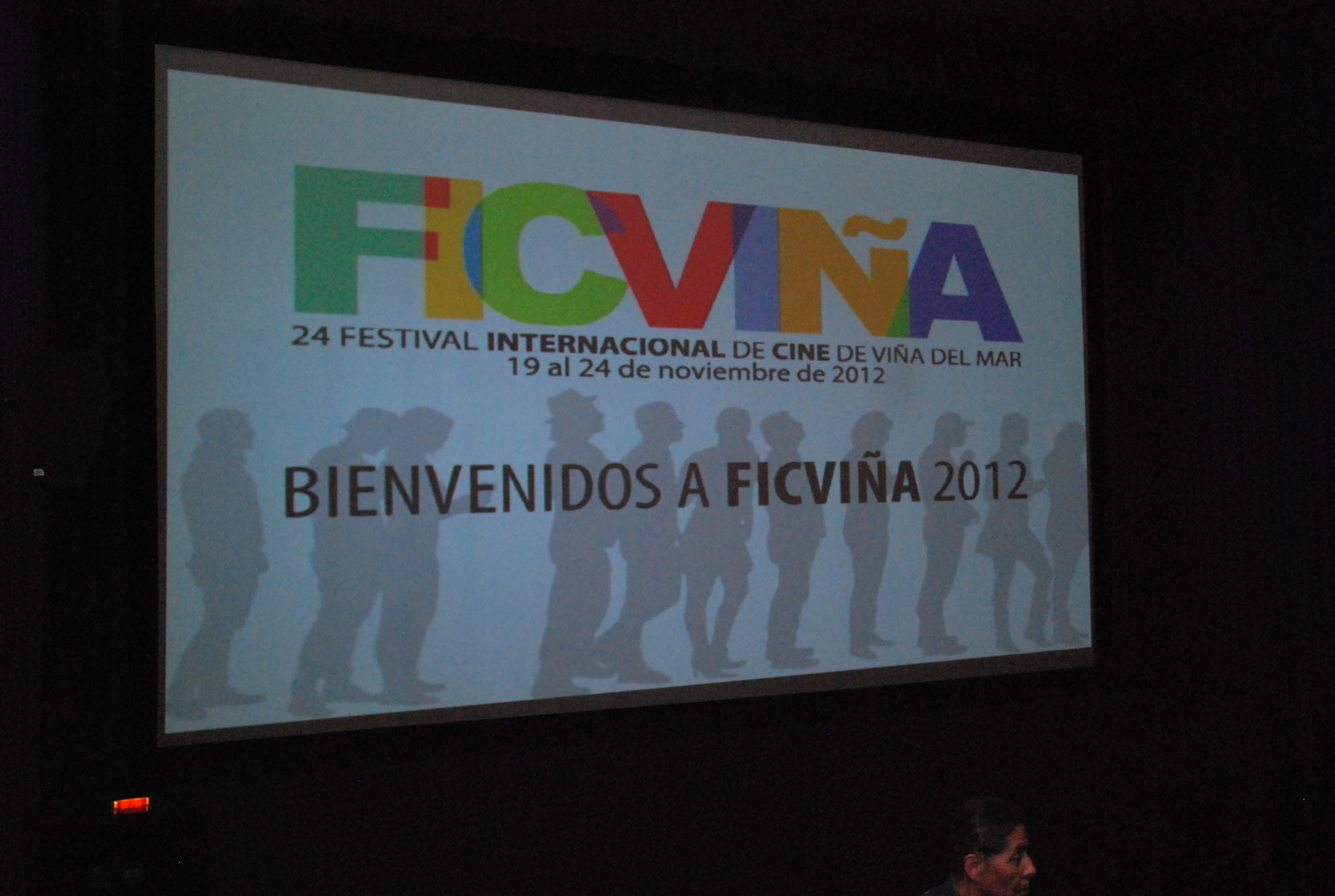
Inauguració de FICVIÑA 2012

## Història
Els orígens del Festival es remunten a 1962, quan es va crear el "Cine Club de Viña del Mar" per un grup d'aficionats cineastes, la idea pionera dels quals era crear un festival de cinema, una cosa inusual a Xile. Finalment, el projecte es va concretar per iniciativa d'Aldo Francia el 1967, quan es va dur a terme el Primer Encuentro Latinoamericano.
El Festival va tenir un recés durant els anys 1970, a causa de l'ambient polític al país. Després va ser reprès i en 2007, en realitzar-se la 19a versió del Festival, es van celebrar també els 40 anys des que Aldo França el va inaugurar.

## Organització
El Festival està a càrrec del Departament de Cinematografia, i és organitzat per la Il·lustre Municipalitat de Viña del Mar.
Amb el temps s'han aconseguit aliances amb altres entitats que han col·laborat amb la realització del Festival, com DuocUC sedi Viña del Mar, que va col·laborar amb equip tècnic i humà.
En l'actualitat i des de 2012, el Festival és organitzat i gestionat en conjunt amb la Escola de Cinema Arxivat 2017-05-23 a Wayback Machine. de la Universitat de Valparaíso, casa d'Estudis que des de la seva Direcció d'Extensió i Comunicacions aporta amb recursos humans i financers.

### Guardó

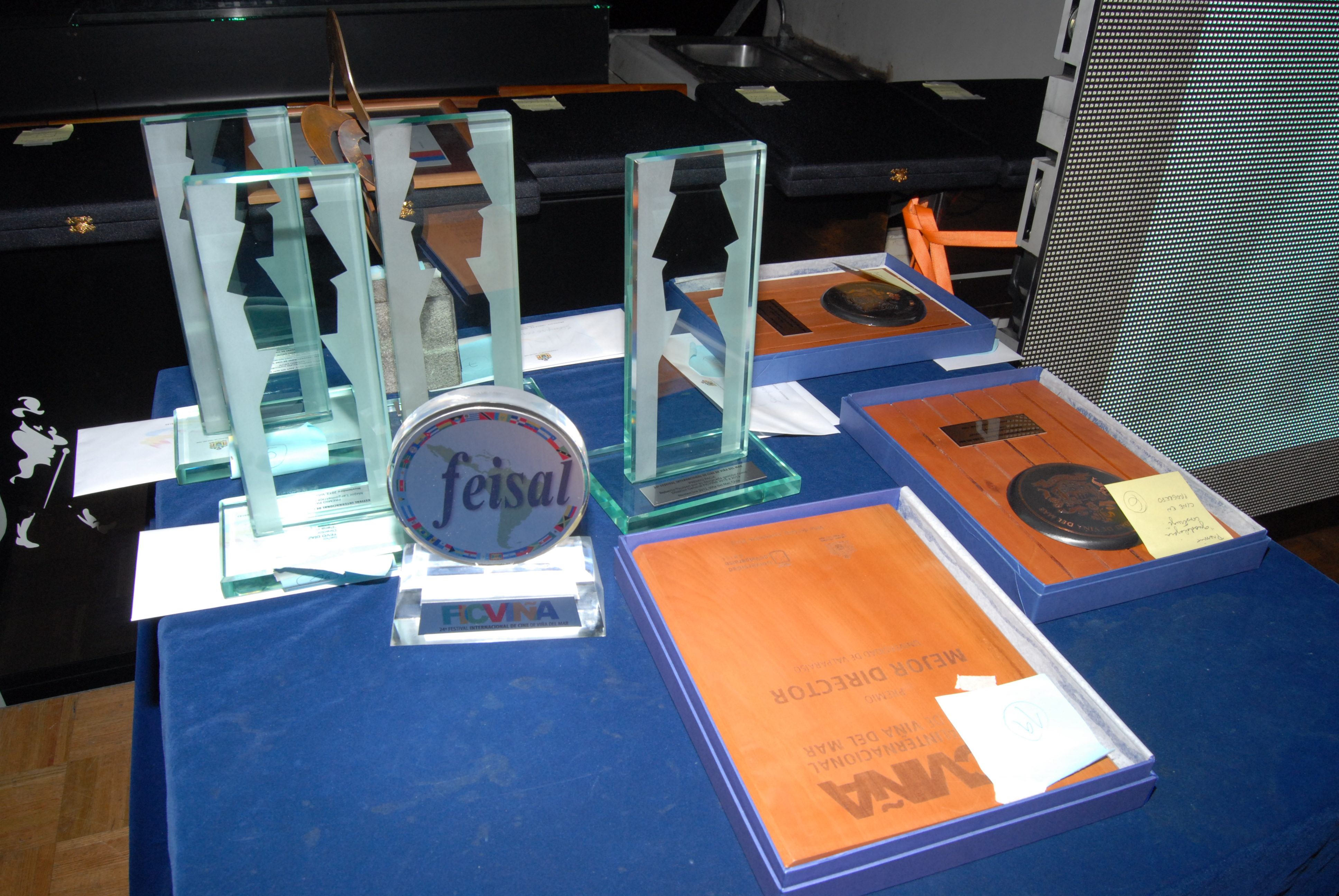
Premiació FICVIÑA 2012

El premi oficial del Festival de Cinema de Viña del Mar és el Paoa, una estatueta tallada en fusta de pou, arbre natiu de l'Illa de Pasqua, feta a mà per l'escultor Miguel Nahoe. Té forma de bastó de comandament, amb dues cares, demostrant la dualitat del dia i la nit. Cada Paoa és únic i fet especialment per al Festival, per la qual cosa cap dels premis lliurats des dels inicis d'ell és idèntic a cap altre.

### Seus

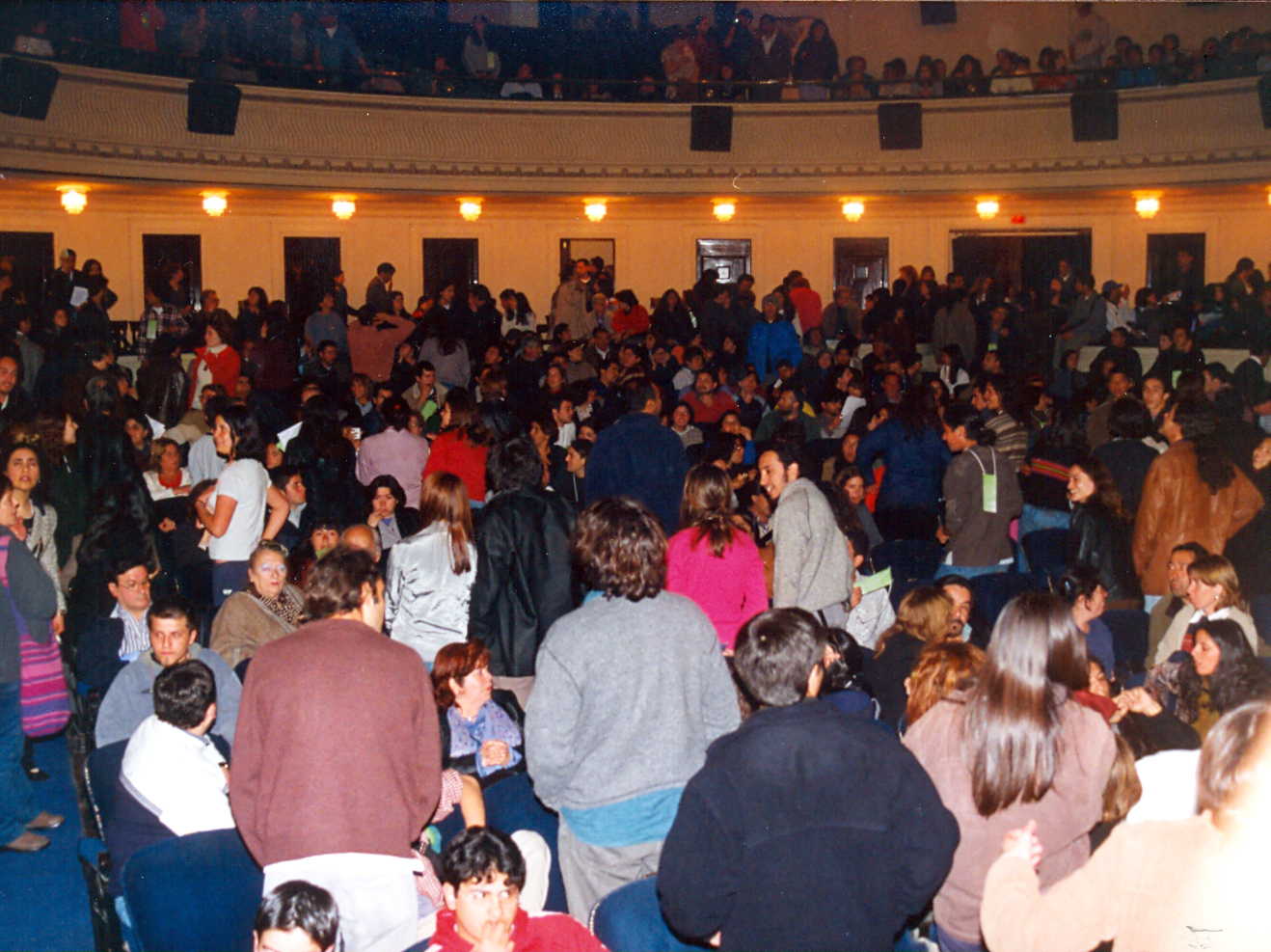
Audiència a Competència de Llargmetratges Internacionals FICVIÑA, Teatre Municipal de Viña del Mar, 7 de juliol de 2010

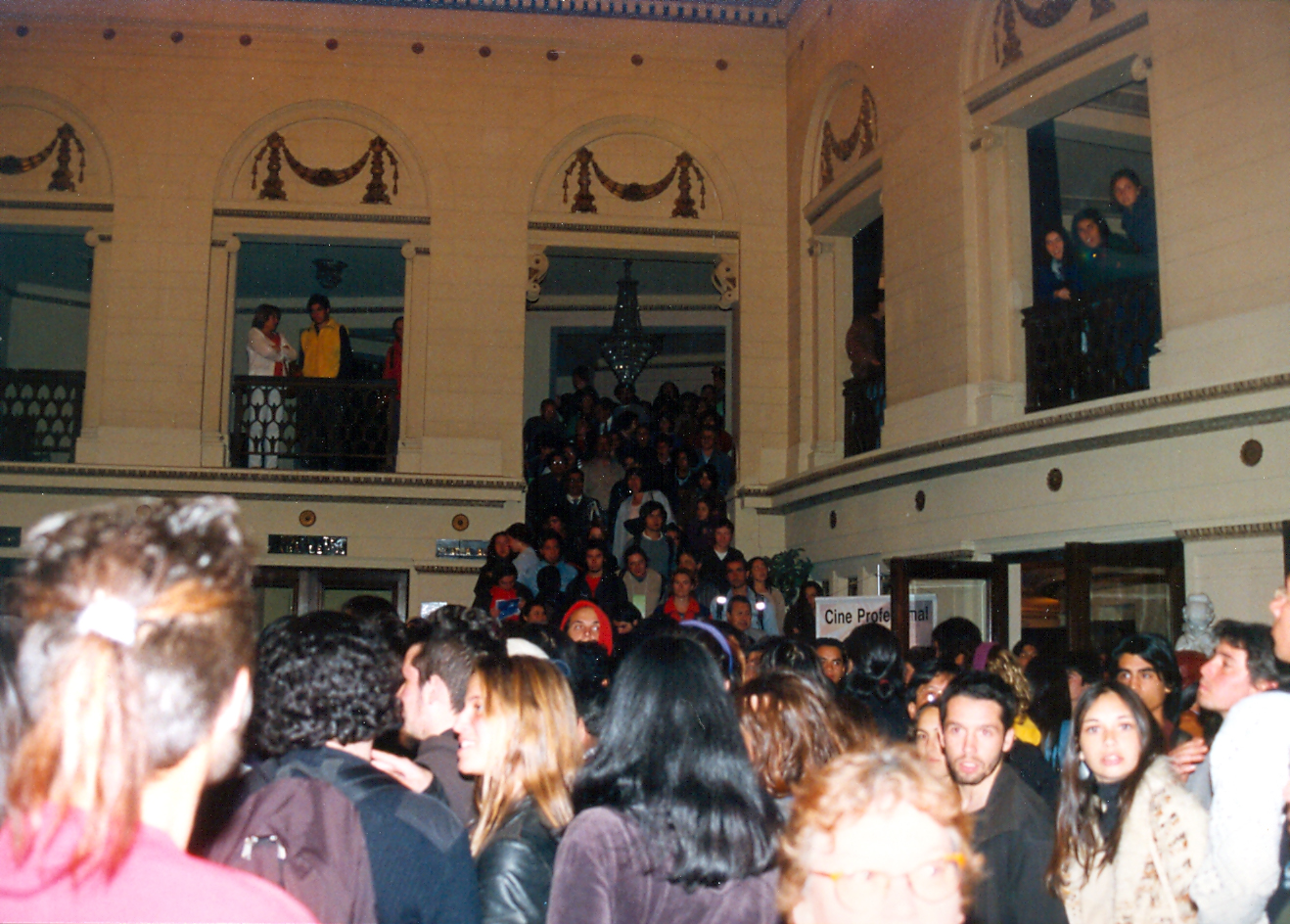
Inauguració FICVIÑA 2010, Foyer Teatre Municipal de Viña del Mar

Les seus oficials del festival són les següents:
- Teatro Municipal de Viña del Mar
- Sala Cine Arte
- Cinemark
- Sala Rubén Darío, Universitat de Valparaíso

### Guanyadors Gran Paoa- Millor Pel·lícula Internacional[7]
| Any  | Pel·lícula                          | Director                           | País      |
| ---- | ----------------------------------- | ---------------------------------- | --------- |
| 1998 | Pajarico                            | Carlos Saura                       | Espanya   |
| 1999 | La vida es silbar                   | Fernando Pérez                     | Cuba      |
| 2000 | Nueces para el amor                 | Alberto Lecchi                     | Argentina |
| 2001 | Herencia                            | Paula Hernández                    | Argentina |
| 2002 | Taxi, un encuentro                  | Gabriela David                     | Argentina |
| 2003 | Sub terra                           | Marcelo Ferrari                    | Xile      |
| 2004 | Machuca                             | Andrés Wood                        | Xile      |
| 2005 | En la cama                          | Matías Bize                        | Xile      |
| 2006 | Prohibido prohibir                  | Jorge Durán                        | Brasil    |
| 2007 | O Grão                              | Petrus Cariry                      | Brasil    |
| 2008 | El baño del Papa                    | César Charlone i Enrique Fernández | Uruguai   |
| 2009 | Huacho                              | Alejandro Fernández Almendras      | Xile      |
| 2010 | Retratos en un mar de mentiras      | Carlos Gaviria                     | Colòmbia  |
| 2011 | Los colores de la montaña           | Carlos César Arbeláez              | Colòmbia  |
| 2012 | Pena de muerte                      | Tevo Díaz                          | Xile      |
| 2013 | La jaula de oro                     | Diego Quemada-Díez                 | Mèxic     |
| 2014 | Heli                                | Amat Escalante                     | Mèxic     |
| 2015 | El patrón: radiografía de un crimen | Sebastián Schindel                 | Argentina |
| 2016 | Desde allá                          | Lorenzo Vigas                      | Veneçuela |
| 2017 | Últimos días en La Habana           | Fernando Pérez                     | Cuba      |
| 2018 | Las herederas                       | Marcelo Martinessi                 | Paraguai  |
| 2019 | Monos                               | Alejandro Landes                   | Colòmbia  |
| 2021 | Nudo mixteco                        | Ángeles Cruz                       | Mèxic     |
| 2022 | Utama                               | Alejandro Loayza Grisi             | Bolívia   |
| 2023 | Tótem                               | Lila Avilés                        | Mèxic     |